# Conde de Vilar Seco
Conde de Vilar Seco é um título nobiliárquico criado por D. Carlos I de Portugal, por Decreto de 4 de Dezembro de 1890, em favor de Joaquim Augusto Ponces de Carvalho.
Titulares
1. Joaquim Augusto Ponces de Carvalho, 1.° Conde de Vilar Seco.